# Климов, Андрей Тихонович
Андрей Тихонович Климов (03.03.1913 — 07.01.1993) — командир миномётного расчёта 1109-го стрелкового Краснознамённого полка (330-я стрелковая Могилёвская Краснознамённая дивизия, 70-й стрелковый корпус, 49-я армия, 2-й Белорусский фронт), старший сержант, участник Великой Отечественной войны, кавалер ордена Славы трёх степеней.

## Биография
Родился 3 марта 1913 года в деревне Доробино Богородицкого уезда Тульской губернии, ныне в составе Тёпло-Огарёвского района Тульской области. Из семьи крестьянина. Русский.
Образование начальное. Работал в сельском хозяйстве. 7 сентября 1941 года призван в Красную Армию Тёпло-Огарёвким районным военкоматом Тульской области. Три месяца обучался по воинской специальности миномётчика в частях Московского военного округа. Участник Великой Отечественной войны с начала декабря 1941 года. Весь боевой путь прошёл командиром расчёта 120-мм миномёта отдельного миномётного дивизиона 1109-го стрелкового полка 330-й стрелковой дивизии на Западном, с февраля 1944 — на Белорусском, с апреля 1944 года — на 2-м Белорусском фронтах. Член ВКП(б)/КПСС с 1942 года.
Отлично проявил себя уже в первой операции, в которой ему довелось участвовать — в наступательном этапе Московской битвы. В боях за освобождение городов Михайлов и Сталиногорск (ныне Новомосковск) и станции Выползово (все в Тульской области) огнём своего миномёта подавил огонь нескольких миномётов и пулемётов, уничтожил несколько дзотов и до 30 немецких солдат. За эти бои награждён орденом Красной Звезды, что было большой редкостью в то скупое на награды время.
В бою 20 декабря 1941 года был ранен, но вскоре вернулся в свой полк. Участвовал в Ржевско-Вяземской (январь-апрель 1942), Смоленской (август-октябрь 1943), Оршанской (октябрь-декабрь 1943), Белорусской (июнь-август 1944), Восточно-Прусской (январь-февраль 1945), Восточно-Померанской (февраль-март 1945) и Берлинской (апрель-май 1945) наступательных операциях. За бои 1943 года награждён двумя боевыми медалями.
Командир миномётного расчёта 1109-го стрелкового полка (330-я стрелковая дивизия, 69-й стрелковый корпус, 50-я армия, 2-й Белорусский фронт) старший сержант А. Т. Климов отлично действовал в Могилёвской фронтовой операции — составной части Белорусской стратегической наступательной операции. При прорыве немецкой обороны 23-24 июня 1944 года по рубежу реки Проня в районе деревни Селец Чаусского района Могилёвской области Белорусской ССР уничтожил 8 огневых точек, 2 миномёта, 3 блиндажа и до 30 немецких солдат. Расчет не прекращал вести огонь даже при артналётах противника, самоотверженно поддерживая наступавшие стрелковые части.
За образцовое выполнение боевых заданий Командования на фронте борьбы с немецкими захватчиками и проявленные при этом доблесть и мужество приказом по 69-му стрелковому корпусу № 048/н от 3 сентября 1944 года старший сержант Климов Андрей Тихонович награждён орденом Славы 3-й степени.
Командир миномётного расчёта 1109-го стрелкового полка (дивизия та же, 70-й стрелковый корпус, 49-я армия, 2-й Белорусский фронт) старший сержант А. Т. Климов вновь неоднократно проявлял мужество и отвагу в Восточно-Померанской стратегической наступательной операции. В боях на подступах к городу-крепости Данциг в марте 1945 года уничтожил 5 пулемётов с расчётами, взорвал 2 автомашины, уничтожил до 20 солдат, а также подавил миномётную батарею противника.
За образцовое выполнение боевых заданий Командования на фронте борьбы с немецкими захватчиками и проявленные при этом доблесть и мужество приказом войскам 49-й армии № 077/н от 21 мая 1945 года старший сержант Климов Андрей Тихонович награждён орденом Славы 2-й степени.
Командир миномётного расчёта 1109-го стрелкового полка (дивизия та же, 70-й стрелковый корпус, 49-я армия, 2-й Белорусский фронт) старший сержант А. Т. Климов был в третий раз награждён орденом Славы за отличия в завершающих сражениях Великой Отечественной войны. Приказом Министра обороны Российской Федерации № 535 от 13 сентября 1996 года Климов Андрей Тихонович был перенаграждён орденом Славы 1-й степени, став тем самым полным кавалером ордена Славы.
После войны был демобилизован. Жил в селе Казанское Тёпло-Огарёвского района Тульской области. Работал в колхозе «6-й съезд Советов», причем в первые послевоенные годы был председателем этого колхоза. Вышел на пенсию по старости.
Скончался 7 января 1993 года в Дубенском районе Тульской области.

## Награды
- Орден Отечественной войны II степени (11.03.1985)[2]
- Орден Красной Звезды(31.07.1942)[3];
- Полный кавалер ордена Славы:
  - орден Славы I степени (17.02.1970)[4];
  - орден Славы II степени (17.04.1945)[5];
  - орден Славы III степени (28.11.1943)[6];

- медали, в том числе:
  - «За отвагу» (4.10.1943)[5];
  - «За боевые заслуги» (4.08.1943)[7]
  - «Медаль «За оборону Москвы»» (22.03.1945)[8]
  - «В ознаменование 100-летия со дня рождения Владимира Ильича Ленина» (6 апреля 1970)
  - «За победу над Германией» (9 мая 1945[9])[4];
  - «За взятие Берлина» (9.6.1945)
  - «20 лет Победы в Великой Отечественной войне 1941—1945 гг.» (7 мая 1965[10])
  - «30 лет Победы в Великой Отечественной войне 1941—1945 гг.»[11]
  - 40 лет Победы в Великой Отечественной войне 1941—1945 гг.[12]

- - «30 лет Советской Армии и Флота»[13]
  - «40 лет Вооружённых Сил СССР»[14]
  - «50 лет Вооружённых Сил СССР» (26 декабря 1967[15])
- Знак «25 лет победы в Великой Отечественной войне» (1970)

## Память
- На могиле установлен надгробный памятник
- Его имя увековечено в Главном Храме Вооружённых сил России, и навсегда запечатлено на мемориале «Дорога памяти» Архивная копия от 12 августа 2021 на Wayback Machine